# 21675 Kaitlinmaria
A 21675 Kaitlinmaria (ideiglenes jelöléssel 1999 RM22) a Naprendszer kisbolygóövében található aszteroida. A LINEAR projekt keretében fedezték fel 1999. szeptember 7-én.